# Bienville
Bienville ist eine französische Gemeinde mit 489 Einwohnern (Stand: 1. Januar 2022) im Département Oise in der Region Hauts-de-France. Sie gehört zum Arrondissement Compiègne und zum Kanton Compiègne-1.

## Geografie
Die Gemeinde Bienville liegt an der Aronde, vier Kilometer nördlich des Stadtzentrums von Compiègne. Umgeben wird Bienville von den Nachbargemeinden Coudun im Westen und  Norden, Clairoix im Osten sowie Margny-lès-Compiègne im Süden.

## Bevölkerungsentwicklung
| Jahr                       | 1962 | 1968 | 1975 | 1982 | 1990 | 1999 | 2006 | 2013 | 2021 |
| Einwohner                  | 365  | 440  | 503  | 411  | 514  | 480  | 461  | 455  | 453  |
| Quellen: Cassini und INSEE |      |      |      |      |      |      |      |      |      |

## Sehenswürdigkeiten

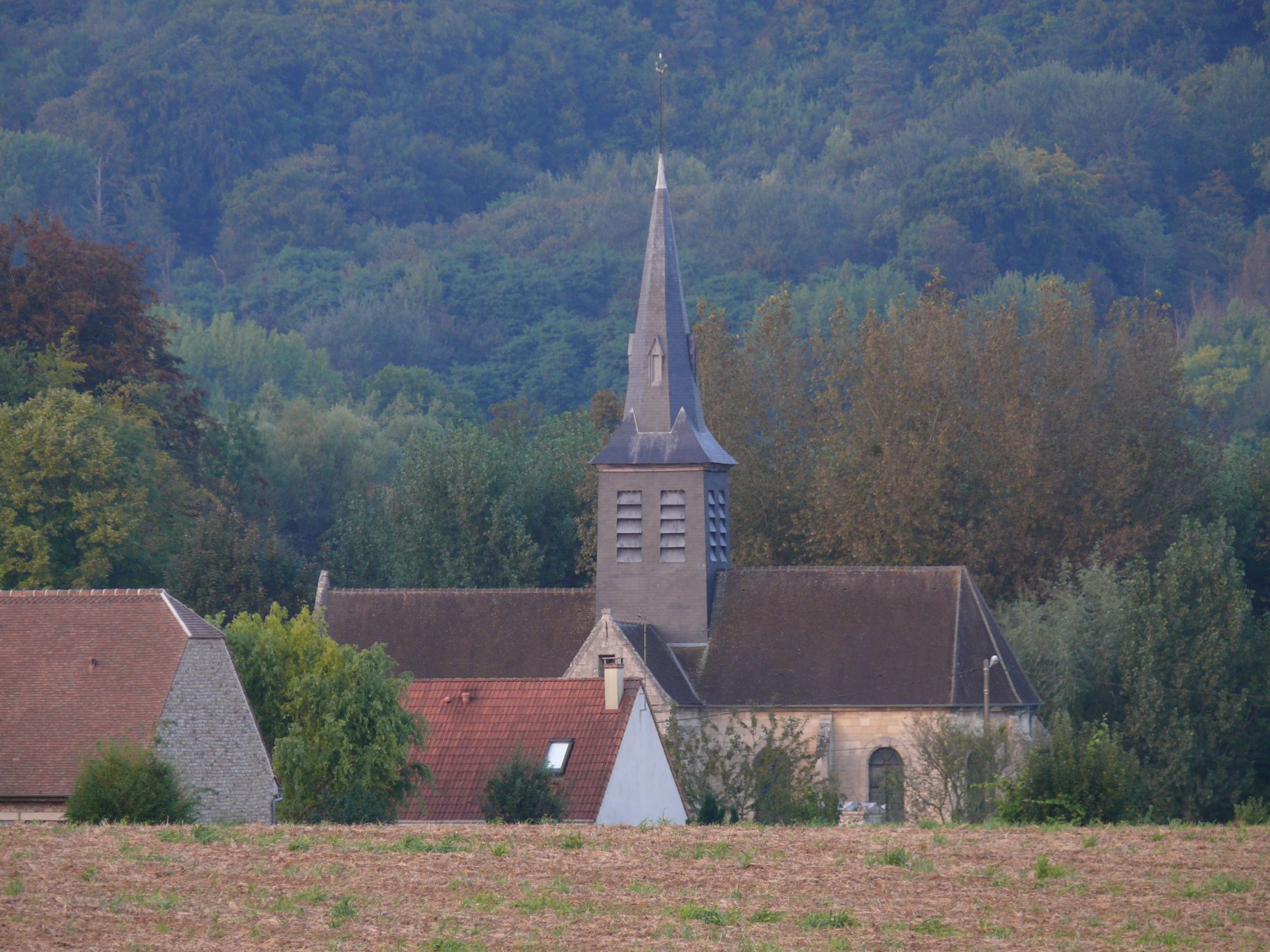
Kirche Saint-Médard
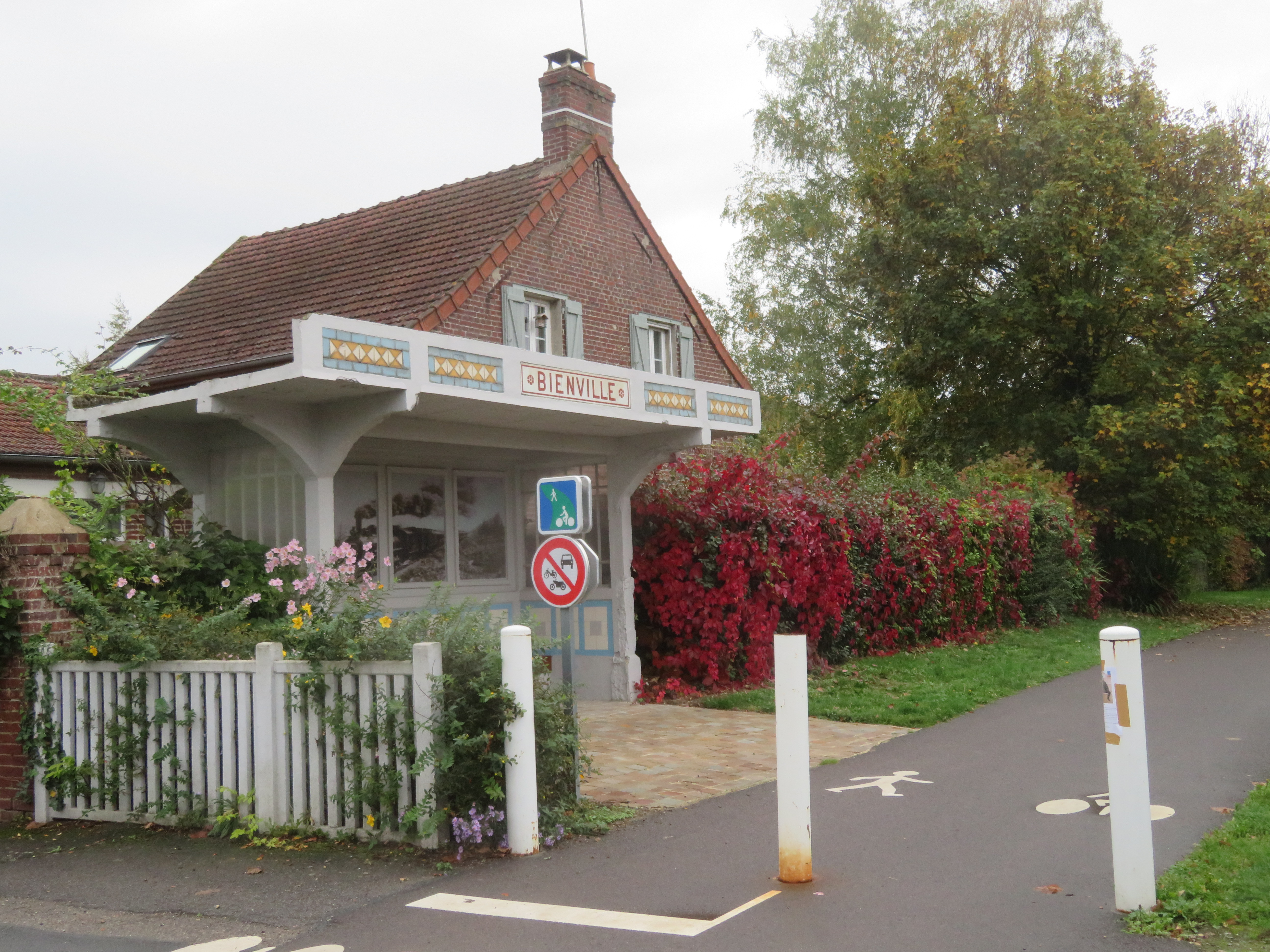
Ehemalige Bahnstation

- Kirche Saint-Médard
- Ehemalige Bahnstation